# ایکتوژم
شهر ایکتوژم (به فرانسوی: Ichtegem) در شهرستان اوستان در استان فلاندری غربی در منطقه فلاندری در کشور بلژیک واقع شده‌است.